# 진비
진비(陳濞, ? ~ 기원전 162년)는 초한전쟁기의 군인이다. 전한 개국공신 서열 19위로 박양후(博陽侯)에 봉해졌다.

## 생애
사인(舍人)으로서 탕군에서 종군하였고, 자객장(刺客將)으로서 한나라에 들어갔다. 도위가 되어 형양(滎陽)에서 항우를 쳤고, 몸소 길을 가로막고 초나라의 추격군을 쳐 죽였다. 전한 건국 후 공로를 인정받아, 고제 6년(기원전 202년) 박양후에 봉해졌다.
박양장후 40년(기원전 162년)에 죽으니 시호를 장(壯)이라 하였고, 아들 진시가 작위를 이었다.

## 출전
- 사마천, 《사기》 권18 고조공신후자연표
- 반고, 《한서》 권16 고혜고후문공신표

| 전임 (첫 봉건) | 전한의 박양후 기원전 202년 12월 갑신일 ~ 기원전 162년 | 후임 아들 진시 |